# Licini Rufí
Licini Rufí (en llatí Licinius Rufinus) va ser un jurista romà del temps d'Alexandre Sever, conegut per haver consultat al jurista Juli Paule.
Disset mencions de Rufí apareixen al Digest extretes dels probablement dotze llibres dels anomenats Regulae de Rufí. No es coneix exactament l'època en què va viure, però havia de ser anterior a la publicació del Codi de Teodosi.